# Taraxacum carneocoloratum
Espèce
Taraxacum carneocoloratum, également connu sous le nom de pissenlit rose ou de pissenlit charnu, est une espèce de pissenlit vivace endémique du Yukon et de l'Alaska, que l'on ne trouve que dans les zones non glacées de l'ouest du Yukon, en particulier à North Fork Pass dans les monts Ogilvie et dans le parc national Ivvavik. L'espèce se caractérise par l'absence de cornes ou de tubercules à l'extrémité des bractées involucrales, une hauteur typiquement petite de moins de 9 cm, des pétales roses à couleur chair et un pappus jaunâtre. Elle fleurit entre juin et août.